# Brianna Throssell
Brianna Throssell (Subiaco, 10 febbraio 1996) è una nuotatrice australiana.

## Carriera
Vanta una medaglia d'oro olimpica (nella staffetta 4x100 m misti a Tokyo 2020 e nella 4x200 m stile libero a Parigi 2024) e sei ori mondiali, anch'essi conquistati tutti nelle staffette.

## Palmarès
- Giochi olimpici

Tokyo 2020: oro nella 4x100m misti, bronzo nella 4x200m sl e nella 4x100m misti mista.
Parigi 2024: oro nella 4x200m sl.
- Mondiali

Budapest 2017: bronzo nella 4x100m misti.
Gwangju 2019: oro nella 4x100m sl e nella 4x200m sl, argento nella 4x100m misti e nella 4x100m sl mista.
Budapest 2022: oro nella 4x100m sl, argento nella 4x200m sl, nella 4x100m misti e nella 4x100m misti mista.
Fukuoka 2023: oro nella 4x100m sl e nella 4x200m sl, argento nella 4x100m misti.
Doha 2024: oro nella 4x100m misti, argento nella 4x100m sl, nella 4x100m sl mista e nella 4x100m misti mista, bronzo nei 200m sl e nella 4x200m sl.
- Mondiali in vasca corta

Istanbul 2012: argento nella 4x100m sl e nella 4x100m misti.
Doha 2014: bronzo nella 4x200m sl.
- Giochi del Commonwealth

Gold Coast 2018: oro nella 4x200m sl e bronzo nei 100m farfalla.
Birmingham 2022: bronzo nei 100m farfalla e nei 200m farfalla.
- Campionati oceaniani

Auckland 2014: oro nei 50m farfalla e nei 100m farfalla e argento nei 50m sl.
- Giochi olimpici giovanili

Nanchino 2014: bronzo nei 200m sl, nei 100m farfalla, nei 200m farfalla, nella 4x100m sl, nella 4x100m misti, nella 4x100m sl mista e nella 4x100m misti mista.
- Mondiali giovanili

Lima 2011: bronzo nella 4x200m sl.

## International Swimming League
| Stagione 2019 | Stagione 2020 | Stagione 2021 |
| ------------- | ------------- | ------------- |
| DC Trident    | -             | DC Trident    |